# Tháng 10 năm 2020
Trang này dành cho tin tức về các sự kiện xảy ra được báo chí thông tin trong tháng 10 năm 2020. Tháng này, sẽ bắt đầu vào thứ năm, và kết thúc vào thứ bảy sau 31 ngày.

## Thứ 5 ngày 1
- Đại dịch COVID-19
  - Trong khi Hãng Moderna tuyên bố không thể có vắc xin COVID-19 trước bầu cử tổng thống (3-11), FDA cũng đang mở rộng điều tra một số trường hợp mắc bệnh khi thử nghiệm vắc xin của Hãng AstraZeneca và Đại học Oxford.  (Tuổi Trẻ)
- Nhật báo Times ngày 1-10 đưa tin Anh sẽ siết chặt quy định về các môn học du học sinh được phép đăng ký tại trường đại học, nhằm ngăn sinh viên Trung Quốc đánh cắp tài sản trí tuệ. (Tuổi Trẻ)
- Liên minh châu Âu (EU) đã tiến hành thủ tục pháp lý chống lại Vương quốc Anh liên quan đến dự luật gây tranh cãi của nước này nhằm thay thế các điều khoản quy định trong Thỏa thuận rút lui.  (vnp)

## Thứ 6 ngày 2
- Đại dịch COVID-19
  - Sau khi cố vấn cấp cao của Tổng thống, bà Hope Hicks được xác định dương tính với virus SARS-CoV-2 hôm qua, thông báo trên Twitter, Tổng thống Mỹ Donald Trump cho biết ông và vợ là bà Melania Trump đã có kết quả xét nghiệm dương tính. (vnp)
  - Hãng hàng không quốc gia Syrian Airlines ban đầu sẽ nối lại các tuyến đường bay tới một số địa điểm trong khu vực như Cairo (Ai Cập) hay Beirut (Liban), sau thời gian ngừng hoạt động do COVID-19. (vnp)
  - Dịch bệnh Covid-19 vẫn tiếp tục đà lây lan mạnh tại Pháp. Theo số liệu thống kê thường nhật, vào hôm 30/09/2020, Pháp ghi nhận thêm 64 ca tử vong trong vòng 24 giờ và 12.845 ca nhiễm mới. (RFI)
  - Ngày 2/10, Ấn Độ ghi nhận thêm 81.484 ca mắc mới bệnh viêm đường hô hấp cấp COVID-19, nâng tổng số ca mắc tại quốc gia này lên 6.394.068 triệu ca. Theo thông báo từ Bộ Y tế Ấn Độ, tổng số ca tử vong vì COVID-19 tại nước này đã tăng lên 99.773 ca, cao hơn 1.095 ca so với một ngày trước đó. (vnp)
- Tổng Thư ký Liên hợp quốc Antonio Guterres đã khẳng định "Thế kỷ 21 phải là thế kỷ của sự bình đẳng đối với phụ nữ" bởi trao quyền cho phụ nữ chính là xây dựng một thế giới phát triển bền vững.(vnp)
- Ngoại trưởng Mỹ, Úc, Nhật Bản, Ấn Độ trong Bộ Tứ "Quad" dự kiến họp tại Tokyo ngày 06/10/2020 để tìm chiến lược đối phó với Bắc Kinh. Hoa Kỳ dường như muốn thành lập một liên minh, kiểu "NATO châu Á". (RFI)

## Thứ 2 ngày 5
- Thủ tướng Nguyễn Xuân Phúc vừa "bổ nhiệm" ông Nguyễn Thanh Nghị, bí thư Tỉnh Ủy Kiên Giang, về làm thứ trưởng Bộ Xây dựng..
- Michael Houghton (người Anh), Harvey Alter cùng đồng nghiệp người Mỹ khác là Charles Rice cùng nhau chia sẻ giải Nobel Y học năm 2020 vì những « đóng góp có tính quyết định » cho việc « khám phá virus siêu vi gan C », theo tuyên bố của hội đồng khoa học Nobel. (RFI)
- Bầu cử tổng thống Hoa Kỳ 2020https://www.rfi.fr/vi/qu%E1%BB%91c-t%E1%BA%BF/20201005-nobel-y-h%E1%BB%8Dc-2020-%C4%91%C6%B0%E1%BB%A3c-trao-cho-ba-nh%C3%A0-khoa-h%E1%BB%8Dc-kh%C3%A1m-ph%C3%A1-virus-si%C3%AAu-vi-gan-c
  - Nói trong một sự kiện trực tuyến được phát từ Wilmington, Delaware, Biden khuyên các thống đốc bang của Mỹ không công khai ủng hộ ông để tránh nguy cơ bị chính quyền Trump "trả thù". (vnExpress)
- Đại dịch COVID-19
  - Bác sĩ Nhà Trắng Sean Conley thừa nhận đã cố che giấu sự thật Trump phải thở oxy khi nồng độ oxy trong máu tụt xuống do sốt cao. Conley cho biết Trump phải dùng thêm thuốc dexamethasone, làm dấy lên lo ngại về phản ứng viêm mà nCoV tác động tới phổi và những cơ quan khác.  (vnExpress)
  - Trong ngày 03/10/2020, cơ quan Y tế Pháp ghi nhận kỷ lục gần 17.000 người dương tính với siêu vi corona chủng mới, không kể 49 ca tử vong, thêm vào con số 48 nạn nhân ngày hôm trước. Tại Ấn Độ, số ca lây nhiễm trong 24 giờ qua là 75.000, một ngày sau khi  số người chết vượt ngưỡng 100.000.  (RFI)

## Thứ 3 ngày 6
- Ngoại trưởng Toshimitsu Motegi bày tỏ mong muốn Nhật Bản và Mỹ dẫn dắt cộng đồng quốc tế hiện thực hóa khu vực Ấn Độ Dương-Thái Bình Dương tự do và rộng mở.  (vnp)
- Trong cuộc gặp gỡ các đồng minh châu Á - Thái Bình Dương chủ chốt tại Tokyo (Nhật Bản), Ngoại trưởng Mỹ Mike Pompeo cảnh báo về "hoạt động nham hiểm" của Trung Quốc trong khu vực. (Tuổi Trẻ)
- Du khách chỉ phải trả 10 SGD (7,36 USD) là có thể đi lại thoải mái trong một ngày ở Singapore bằng xe buýt hoặc tàu điện ngầm, trong khi mức giá ở Madrid và London là 13 SGD và 22 SGD. (vnp)
- 3 nhà khoa học Roger Penrose, Reinhard Genzel và Andrea Ghez cùng được nhận giải Nobel Vật lý 2020 vì các công trình nghiên cứu hố đen vũ trụ. (Tuổi Trẻ)
- Hai mươi sáu nước gồm Trung Quốc, Nga, Bắc Triều Tiên, Belarus, Iran trong một tuyên bố chung yêu cầu chấm dứt các biện pháp trừng phạt của Hoa Kỳ và các nước Tây phương khác. (RFI)
- Tòa án công lý Liên Âu ngày 06/10/2020 phán quyết chương trình cải cách giảng dậy đại học, mà chính quyền Hungary thông qua năm 2017, đi ngược với các quyền của châu Âu. Chương trình này đã buộc đại học do George Soros thành lập phải di dời các hoạt động sang nước khác.  (RFI)
- Tượng của nguyên lãnh đạo Liên Xô, ông Mikhail Gorbachev được khai trương ở thành phố Rosslau, bang Saxony-Anhalt nhân kỷ niệm 30 năm Thống nhất nước Đức. (BBC)
- Đại dịch COVID-19
  - Trước tình hình dịch bệnh tăng mạnh, Quốc hội Đức đã quyết định yêu cầu tất cả các nghị sỹ phải đeo khẩu trang trong tòa nhà Quốc hội ở Berlin từ ngày 6/10. (vnp)
  - Tổng thống Mỹ Donald Trump đã rời Bệnh viện Quân y Walter Reed. Việc điều trị Covid-19 được tiếp tục trong Nhà Trắng. Ông ta dàn dựng sự trở về của mình như một buổi trình diễn - với một thông điệp nguy hiểm. (Spiegel)
  - Chuyên gia y tế tỏ ra phẫn nộ vì thông điệp "đừng sợ nCoV" của Trump khi dịch bệnh đã giết chết hơn 215.000 người Mỹ. (vnExpress)

## Thứ 4 ngày 7
- Thiếu tướng Tô Ân Xô, Chánh văn phòng Bộ Công an, vừa cho biết Cơ quan An ninh điều tra Công an Hà Nội đã khởi tố vụ án với bà Phạm Đoan Trang để điều tra cáo buộc có hành vi Tuyên truyền chống Nhà nước Cộng hòa xã hội chủ nghĩa Việt Nam. (BBC)
- Tổ chức Cấm Vũ khí Hóa học (OPCW) xác nhận có sự hiện diện của chất độc thần kinh Novichok trong mẫu máu của lãnh đạo đối lập Nga Navalny.  (vnExpress)
- Phát biểu tại một sự kiện trực tuyến do Trường Tài chính và quản lý Frankfurt thực hiện ngày 6-10, chủ tịch WB David Malpass đổ lỗi Trung Quốc đã góp phần gây khủng hoảng nợ tại một số nước. (Tuổi Trẻ)
- Campuchia đã phá dỡ một tòa nhà do Mỹ xây dựng tại một căn cứ hải quân vào tháng trước, làm tăng thêm lo ngại về một thỏa thuận bí mật cho phép quân đội Trung Quốc sử dụng căn cứ này trong nhiều thập kỷ, đồn trú quân nhân, lưu trữ vũ khí và cập bến tàu chiến.  (tienphong)
- Tòa Phúc thẩm liên bang Khu vực 2 tại Manhattan phán quyết, kế toán của Tổng thống Trump phải giao hồ sơ thuế cho một công tố viên của tiểu bang (VOA)
- Hai nữ khoa học gia Emmanuelle Charpentier, công dân Pháp và Jennifer Doudna, người Mỹ được trao giải Nobel Hóa học 2020 nhờ công nghệ chỉnh sửa  chính xác DNA của động vật, thực vật và vi sinh vật. (VOA)
- Tranh chấp chủ quyền Biển Đông
  - Theo nhà nghiên cứu Laurent Gédéon ở Pháp, của RFI về tình hình Biển Đông: "Hiện tại, Việt Nam đang kiểm soát 26 đảo và đá thuộc quần đảo Trường Sa. Nhưng khi nhìn kỹ bản đồ, người ta thấy là 4/5 số đảo và đá này nằm trong phần mà Philippines đòi chủ quyền ở quần đảo Trường Sa".  (RFI)
- Đại dịch COVID-19
  - "Hiện tại đang có sự hỗn loạn ở đất nước chúng ta vì một tổng thống không có khả năng để làm tròn bổn phận của mình": Cựu đệ nhất phu nhân Michelle Obama chỉ trích Donald Trump nặng nề. "Tất cả người Mỹ đang cảm thấy hậu quả của thực tế là tổng thống đã không coi trọng đại dịch và vẫn chưa có một kế hoạch chính xác để chống lại nó." (Spiegel)
  - Trump cáo buộc Cục Quản lý Thực phẩm và Dược phẩm Mỹ có "động cơ chính trị" khi đưa ra tiêu chuẩn mới về cấp phép vaccine Covid-19. (vnExpress)

## Thứ 5 ngày 8
- Nhiều nước phát triển bày tỏ thái độ tiêu cực ngày càng gia tăng với TQ và Tập Cận Bình, theo một cuộc khảo sát của Trung tâm Nghiên cứu Pew, với Nhật 86%, Thụy Điển 85%, Úc 81%,  Anh 74%, Mỹ 73%, thấp nhất là Ý với 62%. (BBC)
- Tối ngày 7/10, Bộ Ngoại giao Hoa Kỳ ra tuyên bố bày tỏ quan ngại việc chính quyền Việt Nam bắt giam nhà báo Phạm Đoan Trang và cho biết phía Hoa Kỳ đang theo dõi chặt chẽ vụ bắt bớ này.  (VOA)
- Bầu cử tổng thống Hoa Kỳ 2020
  - Tạp chí y học New England hôm 7/10 đăng bài xã luận lên án chính quyền Tổng thống Mỹ Donald Trump về cách xử lý đại dịch, kêu gọi bỏ phiếu để đội ngũ lãnh đạo hiện nay của nước Mỹ rời nhiệm sở.  (vnExpress)
  - Qua cuộc thăm dò của viện thăm dò dân ý  YouGov, phần lớn dân Đức và 6 quốc gia khác muốn Trump thất cử. 71% ở Đức, 80% ở Đan Mạch hy vọng Biden thắng cử, ủng hộ Trump chỉ 11% ở Đức, 6% ở Đan Mạch, cao nhất là Ý với 20%.  (Welt)
- Đại dịch COVID-19
  - 34 nhân viên Nhà Trắng và "những người có liên hệ khác" đã nhiễm nCoV trong những ngày gần đây, nhiều hơn báo cáo trước đó. (vnExpress)

## Thứ 6 ngày 9
- FBI bắt 13 người, gồm 7 người liên quan nhóm dân quân Wolverine Watchmen, vì âm mưu bắt cóc thống đốc Michigan và kích động bạo lực. (vnExpress)
- Hãng máy tính có tuổi đời 109 năm của Mỹ IBM (International Business Machines) sẽ tách ra thành hai công ty độc lập để phát triển mạnh hơn mảng cung cấp dịch vụ điện toán đám mây. (Tuổi Trẻ)
- Chile đang theo dõi chặt chẽ đội tàu cá khổng lồ gây tranh cãi của Trung Quốc dọc bờ biển Thái Bình Dương ở Nam Mỹ. (vnExpress)
- Tòa nhà chung cư và trung tâm thương mại Samwhan Art-Nouveau ở thành phố Ulsan bốc cháy đêm 8/10, khiến ít nhất 15 người bị thương. (vnExpress)
- Ủy ban Quốc phòng Quốc hội Anh kết luận Huawei cấu kết với Trung Quốc với các bằng chứng rõ ràng, cho biết Anh cần loại bỏ toàn bộ thiết bị của công ty này sớm hơn dự kiến. (Tuổi Trẻ)
- Bộ Nội vụ Anh ngày 8/10 cho biết tính đến nay có hơn 4 triệu công dân thuộc các nước trong Liên minh châu Âu (EU) đã nộp đơn xin định cư ở lại Anh sau khi Anh hoàn toàn tách khỏi EU vào cuối năm nay. (vnp)
- Ngày 8/10, tại khuôn viên cạnh nhà số 15, Đại lộ Khai sáng, nơi giao nhau giữa phố Hồ Chí Minh và Đại lộ Khai sáng ở thành phố St. Petersburg, Liên bang Nga, đã diễn ra lễ đặt phiến đá tại vị trí dự kiến dựng tượng ông Minh.  (vnp)
- Chương trình Lương thực Thế giới - chương trình viện trợ lương thực của Liên Hợp Quốc, được trao giải Nobel Hòa bình vì "những nỗ lực chống lại nạn đói; những cống hiến cho hòa bình ở những khu vực tranh chấp và vì đã hành động để ngăn chặn việc sử dụng nạn đói như vũ khí của chiến tranh và xung đột".  (Tuổi Trẻ)
- Đại dịch COVID-19
  - Bác sĩ trưởng của Nhà Trắng Sean Conley cho biết Tổng thống Mỹ Donald Trump đã hoàn tất quá trình điều trị COVID-19, sức khỏe ổn định và có thể tham dự các sự kiện công cộng trở lại vào ngày 10-10. (Tuổi Trẻ)
  - Bộ Y tế Brazil ngày 7-10 thông báo cả nước có thêm 31.553 ca nhiễm mới trong vòng 24 giờ qua, nâng tổng số người mắc COVID-19 ở nước này lên 5.000.694, chỉ đứng sau Mỹ và Ấn Độ. Số người chết ở quốc gia Nam Mỹ này là 148.228 người, khoảng 5.000 ca tử vong mỗi tuần, thấp hơn mức khoảng 7.000 ca tử vong khi còn trong đỉnh dịch. (Tuổi Trẻ)

## Thứ 7 ngày 10
- Bầu cử tổng thống Hoa Kỳ 2020
  - Ủy ban Tranh luận tổng thống Mỹ thông báo hủy cuộc tranh luận thứ hai dự kiến diễn ra vào ngày 15/10 tới giữa 2 ứng cử viên là Tổng thống Donald Trump và cựu Phó Tổng thống Joe Biden.   (vnp)

## Chủ nhật ngày 11
- Nước lũ từ thượng nguồn sông Bồ đổ về khiến Quốc lộ 1 đoạn qua phường Tứ Hạ, thị xã Hương Trà (Thừa Thiên Huế) ngập sâu gần nửa mét, hàng dài ôtô ùn ứ trên đường.  (vnExpress)
- Một vụ nổ khí ga nghiêm trọng đã xảy ra tại thành phố El Bayadh ở miền Tây Algeria làm 5 người thiệt mạng và 16 người khác bị thương. (baotintuc.vn)

## Thứ 2 ngày 12
- Bầu cử tổng thống Hoa Kỳ 2020
  - Fauci tố quảng cáo trong chiến dịch tranh cử của Trump cắt ghép nhận xét để thể hiện rằng ông ủng hộ cách Tổng thống ứng phó Covid-19. (vnExpress)
- Đại dịch COVID-19
  - Regeneron sẽ sản xuất 300.000 liều kháng thể REGN-COV2 theo hợp đồng với chính phủ Mỹ, sau khi Trump dùng thuốc này điều trị Covid-19. (vnExpress)
  - Theo nghiên cứu mới của Úc, coronavirus có thể tồn tại đến 28 ngày trên các bề mặt nhẵn như màn hình điện thoại di động hoặc tiền bằng nhựa trong nhiệt độ khoảng 20 °C.  (n-tv)
- Tổng thống Lopez Obrador kêu gọi Giáo hoàng Francis và Giáo hội công khai xin lỗi vì ngược đãi thổ dân Mexico trong cuộc chinh phạt của thực dân Tây Ban Nha trong thời kỳ đô hộ Mexico những năm 1500. (vnExpress)
- Theo nghiên cứu của tờ NYT, có hơn 200 công ty, tập đoàn và chính phủ nước ngoài đã ủng hộ bất động sản của Trump để đổi lấy lợi ích từ tổng thống và chính quyền của ông. (Zeit)
- Nga đứng trước sức ép tranh giành ảnh hưởng từ Trung Quốc và Thổ Nhĩ Kỳ trong bối cảnh những khủng hoảng liên tiếp nổ ra ở các nước láng giềng. (Zing)
- Hai chuyên gia Mỹ Paul R. Milgrom và Robert B. Wilson giành được giải  Nobel Kinh Tế 2020 nhờ những nghiên cứu cho phép cải tiến lý thuyết đấu giá và những phát minh về các hình thức đấu giá mới.  (RFI)
- Ngoại trưởng 27 nước thành viên Liên minh châu Âu (EU) đã thống nhất về mặt nguyên tắc với các đề xuất cho rằng Nga phải chịu trách nhiệm trong vụ đầu độc lãnh đạo đối lập Alexei Navalny. (vnExpress)
- Tướng Mark Milley, tổng tham mưu trưởng liên quân, tỏ ý bất đồng với Tòa Bạch Ốc trong kế hoạch rút chỉ để lại 2,500 quân tại Afghanistan, tờ báo quân sự Military Times cho biết. (Người Việt)

## Thứ 3 ngày 13
- Tính đến 22h ngày 11/10, mưa lũ tại các tỉnh miền Trung đã làm 18 người chết, 14 người mất tích; hơn 100.000 ngôi nhà bị ngập nước. Mưa lũ còn làm cho 382 nhà bị sập đổ, hư hỏng. (Dân Trí)
- Berlin cảnh báo Vua Maha Vajiralongkorn không cố gắng điều hành đất nước từ đất Đức, khi biểu tình chống chế độ quân chủ đang diễn ra ở Thái Lan. (vnExpress)
- WTO cho phép Liên minh châu Âu áp đặt thuế quan trừng phạt đối với hàng hóa nhập khẩu của Mỹ. Điều này nhằm bù đắp thiệt hại kinh tế do chính phủ Mỹ viện trợ bất hợp pháp cho Boeing. Khối lượng lên tới bốn tỷ đô la. (SZ)
- Bầu cử tổng thống Hoa Kỳ 2020
  - Tổng thống Mỹ đăng Twitter chế nhạo đối thủ Biden sau khi ứng viên đảng Dân chủ lần thứ hai nhầm lẫn rằng ông đang tranh cử vào Thượng viện.  (vnExpress)
  - Tổng thống Donald Trump phát biểu trong cuộc vận động bầu cử lần đầu tiên vào thứ Hai sau khi buộc phải tạm nghỉ gần hai tuần. Tại một sân bay ở bang Florida, ông ta khoe khoang với hàng nghìn người ủng hộ rằng ông đã hoàn toàn bình phục sau cơn bệnh với Covid-19. (NZZ)
- Đại dịch COVID-19
  - Một nghiên cứu vừa công bố trên tạp chí y khoa The Lancet trình bày các chứng cứ khoa học về trường hợp đầu tiên được xác định đã tái nhiễm virus corona chủng mới gây dịch bệnh COVID-19 tại Mỹ. (Tuổi Trẻ)
  - Chương trình nghiên cứu vaccine ngừa COVID-19 của hãng Johnson & Johnson's (J&J) bị tạm dừng vì một người tình nguyện mắc bệnh nhưng không rõ nguyên nhân, theo trang tin Stat News loan ngày Thứ Hai, 12 Tháng Mười. (Người Việt)

## Thứ 4 ngày 14
- Luật an ninh quốc gia Hồng Kông
  - Trong một tuyên bố chung công bố ngày hôm qua 13/10/2020, 103 giáo sư, giảng viên và nhà nghiên cứu từ 71 định chế tại 16 quốc gia, trong đó có các trường đại học Mỹ, Anh, Đức và Úc, đã lên án luật an ninh quốc gia mới mà Bắc Kinh áp đặt ở Hồng Kông và kêu gọi bảo vệ quyền tự do ngôn luận và học thuật, chống lại tính chất ngoài lãnh thổ của luật này. (RFI)
- Quân đội Philippines cho rằng tình hình Biển Đông vẫn biến động, giữa lúc Trung Quốc tiếp tục "hành động gây hấn" và Mỹ tăng cường tuần tra hàng hải. (vnExpress)
- Hàng nghìn người biểu tình chống chính phủ và phe ủng hộ Quốc vương Maha Vajiralongkorn hôm 14/10 đã xuống đường trong bối cảnh căng thẳng chính trị gia tăng sau ba tháng người dân tuần hành thể hiện quan điểm.  (VOA)
- Cyprus tuyên bố hủy chương trình "hộ chiếu vàng" cấp quốc tịch cho các nhà đầu tư nước ngoài sau những cáo buộc che giấu tội phạm.  (vnExpress)
- Thống đốc Ralph Northam của bang Virgina suýt thành mục tiêu của nhóm chống chính phủ bị buộc tội âm mưu bắt cóc Thống đốc Michigan, FBI cho hay. (vnExpress)
- Một nam sinh trung học ở Utah bị hai bạn nữ nhổ nước bọt, giẫm gãy kính và giật chiếc mũ ghi thông điệp ủng hộ Trump khi đội nó đến trường. (vnExpress)
- Tổng thống Mỹ Trump đệ đơn yêu cầu khẩn cấp lên Tòa án Tối cao nhằm ngăn công bố các bản khai thuế của ông. (vnExpress)
- Thủ tướng Canada Justin Trudeau cho rằng "chính sách ngoại giao cưỡng ép" của Bắc Kinh đang phản tác dụng với chính họ và phần còn lại của thế giới. (vnExpress)
- Apple cho biết tất cả bốn mẫu iPhone 12 mới đều hỗ trợ công nghệ 5G tại Mỹ bên cạnh các thiết kế và thông số kỹ thuật mới để giảm bớt nghẽn mạng ở các thành phố lớn như New York và Los Angeles cũng như ở các khu vực đông đúc như sân vận động.  (Tuổi Trẻ)
- Bầu cử tổng thống Hoa Kỳ 2020
  - Ông chủ Facebook Mark Zuckerberg và vợ Priscilla Chan thông báo ủng hộ thêm 100 triệu USD để hỗ trợ quan chức và cơ sở hạ tầng bầu cử Mỹ.  (vnExpress)
  - Cựu bác sĩ Nhà Trắng Ronny Jackson nghi ngờ sự nhạy bén trí tuệ của Biden và cho rằng ông không hợp đảm đương vai trò tổng tư lệnh Mỹ.  (vnExpress)
- Quốc vương Vajiralongkorn được cho là đang đánh mất sự ủng hộ cả ở trong và ngoài nước, dù sở hữu khối tài sản ước tính tới 40 tỷ USD. (vnExpress)
- Đại dịch COVID-19
  - Một phụ nữ lớn tuổi ở Hà Lan đã trở thành người đầu tiên được biết đến tử vong vì mắc Covid-19 lần thứ hai. (vnExpress)
  - Tại Prague, tất cả các nhà hàng, quán bar, câu lạc bộ, phòng tập thể thao, vật lý trị liệu... phải đóng cửa đến ngày 3/11, các cuộc thi đấu thể thao bị cấm, hoạt động thể thao ngoài trời không được quá 20 người.  (vnp)
  - Tại Hà Lan, Thủ tướng Mark Rutte thông báo cấm bán chất kích thích và rượu bia sau 20h hằng ngày. Tất cả những người từ 13 tuổi trở lên phải đeo khẩu trang vải khi ở trong không gian kín. Các cuộc hội họp trong nhà sẽ chỉ cho phép tối đa 30 người tham dự trong khi các cuộc tụ tập tại những điểm công cộng bị giới hạn không quá 4 người. (vnp)

## Thứ 5 ngày 15
- Một người bán ma túy bị bắt ở Hà Nội khai thuốc đến từ một công ty vận chuyển hàng hóa ở Berlin (TK Consulting & Service GmbH) gởi về Hà Nội. Giám đốc điều hành công ty trách nhiệm hữu hạn này là em rể của Bộ trưởng Công an Việt Nam Tô Lâm.  (laodong), (TAZ)
- Lũ lụt miền Trung 2020
  - Ngày 12/10, cả nửa quả đồi sạt lở, vùi lấp nhà điều hành thủy điện Rào Trăng 3, xã Phong Xuân, huyện Phong Điền, khiến 1 người tử vong, 16 công nhân mất tích. (vnExpress)
  - Thi thể của 13 người trong đoàn đi cứu nạn tại thủy điện Rào Trăng 3 trong ngày 12/10 được tìm thấy tại Trạm kiểm lâm 67, xã Phong Xuân, huyện Phong Điền, tỉnh Thừa Thiên Huế trong đó có Thiếu tướng, Phó Tư lệnh Quân khu 4, Chỉ huy trưởng Sở Chỉ huy tiền phương chống lũ Nguyễn Văn Man (Tiền Phong)
- Bầu cử tổng thống Hoa Kỳ 2020
  - Trong những ngày gần đây, nhiều cử tri nổi tiếng nhất nước Mỹ đã thể hiện sự ủng hộ với ứng viên đảng Dân chủ Joe Biden và "phó tướng" Kamala Harris. Các ngôi sao nổi tiếng như Taylor Swift, Madonna, Cardi B, Tom Hanks và George Clooney đều đã công khai lên tiếng ủng hộ họ. (vnExpress)
  - Cựu tổng thống Đảng Dân chủ Barack Obama sẽ tham gia các cuộc vận động tranh cử của ứng viên Joe Biden vào tuần tới. Sự trở lại của cựu tổng thống Barack Obama có thể tiếp thêm sinh lực cho chiến dịch tranh cử của ứng viên Joe Biden. (Tuổi Trẻ)
- Trong một thông điệp trên truyền thông Nga, đại sứ Trung Quốc tại Matxcơva Trương Hán Huy (Zhang Han Hui) nói rằng Trung Quốc sẽ hợp tác với Nga để bảo vệ chủ nghĩa đa phương và chống lại sự thống trị toàn cầu của Mỹ. Hai bên đang có ý định không dùng đồng USD trong các giao dịch. (Tuổi Trẻ)
- Chính phủ Thái Lan đã công bố một sắc lệnh khẩn cấp nhằm kiềm chế các cuộc biểu tình ở Bangkok, trong đó bao gồm việc cấm các cuộc tụ tập đông người. (BBC)
- Chính quyền Tổng thống Trump bổ nhiệm một quan chức cấp cao về nhân quyền làm điều phối viên đặc biệt giám sát các vấn đề Tây Tạng.   (Tuổi Trẻ)
- Ngày 14-10, Liên minh châu Âu (EU) đã nhất trí áp đặt các trừng phạt lên 6 cá nhân và một thực thể của Nga liên quan tới cáo buộc đầu độc nhà chính trị đối lập Alexei Navalny.  (Tuổi Trẻ)
- Ngày 14/10, các quan chức Chính phủ Cuba và Liên minh châu Âu (EU) đã tiến hành cuộc đối thoại về các đề tài như "Giải trừ quân bị và không phổ biến vũ khí hủy diệt hàng loạt" và "Buôn bán bất hợp pháp vũ khí nhỏ, vũ khí hạng nhẹ và vũ khí thông thường khác." (vnp)
- Đại dịch COVID-19
  - Tổng thống Pháp Emmanuel Macron thông báo áp dụng lệnh giới nghiêm từ 21 giờ đến 6 giờ sáng đối với vùng Ile-de-France (trong đó có thủ đô Paris) và 8 thành phố lớn nằm trong danh sách "báo động tối đa" để khống chế dịch Covid-19. Lệnh giới nghiêm có hiệu lực từ lúc 0 giờ thứ Bẩy, ngày 17/10 và sẽ được áp dụng tối thiểu trong vòng 4 tuần lễ. (RFI)

## Thứ 6 ngày 16
- Tranh chấp chủ quyền Biển Đông
  - Trung Quốc lại cho tàu khảo sát được tàu hải cảnh hộ tống xâm nhập vùng đặc quyền kinh tế của Việt Nam ngoài khơi bờ biển miền Trung từ ngày 13/10/2020. (RFI)
- Bầu cử tổng thống Hoa Kỳ 2020
  - Tranh cãi về các bài báo bị chặn trên Twitter đang ngày càng gay gắt. Đảng Cộng hòa tuyên bố sẽ triệu tập ông giám đốc Twitter Jack Dorsey ra trước Thượng viện sau khi dịch vụ tin nhắn ngắn này chặn bài báo viết về những chuyện được cho là tiết lộ về con trai của Joe Biden. (spiegel)
  - FBI đang điều tra xem các email trên một laptop được cho là của Hunter Biden có liên quan tới hoạt động tình báo nước ngoài hay không.  (vnExpress)
- Hàng chục nghìn người, gồm cả học sinh trung học, tham gia biểu tình ở Bangkok bất chấp lệnh cấm tụ tập trên 4 người của chính phủ. (vnExpress)
- Lực lượng Mỹ tại Hàn Quốc sẽ cho gần 9.000 nhân viên địa phương nghỉ việc không lương nếu hai bên không đạt thỏa thuận về chi phí quốc phòng. (vnExpress)
- Đại dịch COVID-19
  - Hơn 30 thủy thủ tàu ngầm mang tên lửa đạn đạo HMS Vigilant của hải quân Anh dương tính với nCoV sau khi vi phạm quy định cách ly tại căn cứ Kings Bay ở bang Georgia, Mỹ, một quan chức quốc phòng Mỹ ngày 14/10 cho biết. (vnExpress)

## Thứ 7 ngày 17
- Đại dịch COVID-19
  - Theo Viện Robert Koch, Đức có 7.830 ca nhiễm corona mới trong vòng một ngày, nhiều hơn bao giờ hết kể từ khi bắt đầu đại dịch. Ngày trước đó có 7334 ca mới cũng là kỷ lục vào thời điểm đó. (Welt)
  - Bộ Y tế Pháp thông báo có 32.427 ca mới vào thứ Bảy, kỷ lục về số ca nhiễm mới. Số người chết đã tăng 90 lên 33.392 người vào thứ Bảy. Ngoài Pháp, Ba Lan, Áo, Ý, Hà Lan và Cộng hòa Séc cũng ghi nhận mức cao nhất về số ca nhiễm corona mới trong vòng một ngày. (FAZ)
- Nghi phạm chặt đầu thầy giáo Pháp, sau khi người này cho học sinh xem tranh vẽ nhà tiên tri Mohammed, là một thanh niên 18 tuổi đến từ Nga, sinh ra ở Moskva và có nguồn gốc từ khu vực Chechnya, phía nam Nga. Nghi phạm được cho là đã chia sẻ những bức ảnh về vụ tấn công trên mạng xã hội. (vnExpress)
- Giới chức Mỹ vài năm trước nghe lén thành viên băng đảng Mexico đề cập đến một "bố già" quyền lực và sau đó xác định được rằng lãnh đạo phụ trách cuộc chiến chống tội phạm có tổ chức của Mexico, Cựu bộ trưởng quốc phòng Salvador Cienfuegos, "bảo kê" cho một trong những băng đảng ma túy bạo lực nhất quốc gia. (vnExpress)
- Thủ tướng New Zealand, bà Jacinda Ardern, đã tái đắc cử nhiệm kỳ nhì hôm Thứ Bảy, 17 Tháng Mười, với số phiếu áp đảo chưa từng thấy trong lịch sử chính trị quốc gia này. (NV)
- Luật an ninh quốc gia Hồng Kông
  - Cố vấn An ninh Quốc gia Mỹ O'Brien cho biết nước này luôn chào đón những người Hong Kong muốn rời đặc khu do luật an ninh mới.  (vnExpress)
- Bầu cử tổng thống Hoa Kỳ 2020
  - Cựu chánh văn phòng Nhà Trắng, tướng John Kelly từng nói với bạn bè rằng Tổng thống Trump là người thiếu trung thực và nhiều khiếm khuyết. (vnExpress)

## Chủ nhật ngày 18
- Lũ lụt miền Trung 2020
  - Người dân Quảng Bình hốt hoảng chạy lũ sau trận hồng thủy.[1]

## Thứ 2 ngày 19
- Lãnh đạo Tỉnh ủy Đắk Lắk nói đến thời điểm này đã có đầy đủ các kết luận, thể hiện ông Bùi Văn Cường, Bí thư Tỉnh ủy, không đạo nhái luận văn tiến sĩ. Bản thân ông Bùi Văn Cường sau khi tái đắc cử Bí thư Tỉnh ủy Đắk Lắk khoá XVII (nhiệm kỳ 2020-2025) cũng khẳng định mình không đạo văn. (BBC)
- Lũ lụt miền Trung 2020
  - Sáng 19/10, linh mục Philippe Nguyễn Bá Thông ở Giáo xứ Nhà Thờ Thuận Nhơn, xã Hải Hưng, Quảng Trị cho biết: "Nước ngâm hơn 10 ngày nay, giờ đã rút được chút nhưng dự báo sẽ lên lại vì mưa lớn và bão số 9 sẽ vào nữa". Trước thảm họa sạc lở đất, ông Trần Quốc Thành, Giảm đốc sở KHCN Nghệ An  cảnh báo "Thủy điện cóc" là nguyên nhân cho tình trạng này. (BBC)
- Cuộc đua Công thức 1 đầu tiên và đầy kỳ vọng của Việt Nam đã chính thức bị huỷ bỏ do ảnh hưởng của đại dịch COVID-19 sau khi bị trì hoãn với hy vọng sẽ diễn ra vào cuối năm. (VOA)
- Tổ chức Theo dõi Nhân quyền (HRW) hôm 18/10 kêu gọi Thủ tướng Nhật Bản Yoshihide Suga "gây sức ép" với chính phủ Việt Nam trong chuyến công du đầu tiên của ông tới đây để Hà Nội "cải thiện hồ sơ nhân quyền".  (VOA)
- Giới chức Thái Lan đã ra lệnh cho các nhà mạng internet chặn dịch vụ nhắn tin Telegram vốn được những người biểu tình chống chính phủ sử dụng phổ biến.  (BBC)
- Cảnh sát Thái Lan mở cuộc điều tra 4 cơ quan truyền thông với cáo buộc "đăng nội dung xuyên tạc" và kích động biểu tình theo sắc lệnh khẩn cấp được ban hành tuần trước nhằm ngăn chặn làn sóng biểu tình chống chính phủ và chế độ quân chủ. (vnExpress)
- Quan chức Đài Loan chấn thương đầu, phải nhập viện sau khi xô xát với hai nhà ngoại giao Trung Quốc tại sự kiện ở quốc đảo Fiji.  (vnExpress)
- Thủ tướng Boris Johnson được cho là có ý định từ chức vào mùa xuân tới vì lương quá thấp, trong khi phải nuôi 6 đứa con, theo truyền thông Anh. (vnExpress)
- Một giáo sĩ Hồi giáo và cha một nữ sinh đã ra "fatwa", sắc lệnh tôn giáo nhắm vào thầy Paty vì cho học sinh xem tranh biếm họa Mohammed.  (vnExpress)

## Thứ 3 ngày 20
- Bầu cử tổng thống Hoa Kỳ 2020
  - Ủy ban Tranh luận Tổng thống Mỹ cho biết micro của Trump, Biden sẽ bị tắt trong hai phút trả lời của người kia, giúp thông tin không bị gián đoạn.  (vnExpress)
- Đại dịch COVID-19
  - Trump gọi nhà dịch tễ học Fauci là "quả bom" và "thảm họa" trong cuộc gọi với chiến dịch tranh cử, nhưng thừa nhận không thể sa thải ông. (vnExpress)
- Cảnh sát Pháp bắt 4 học sinh bị nghi ngờ chỉ mặt giáo viên lịch sử Samuel Paty cho nghi phạm, khiến thầy giáo này bị chặt đầu sau đó. Họ thuộc nhóm 15 người đang bị giam sau vụ thầy giáo Paty bị nghi phạm Abdullakh Anzorov, 18 tuổi, người gốc Chechnya, chặt đầu hôm 16/10. (vnExpress)
- Vụ sát hại dã man thầy giáo dạy lịch sử đã làm rung chuyển nước Pháp. Hiện một nhà thờ Hồi giáo gần Paris phải đóng cửa. Một đoạn video đã được chia sẻ, cho thấy ở đó   nhà giáo bị lên án. (Spiegel)
- Trump nói Sudan đồng ý bồi thường 335 triệu USD sau các vụ tấn công người Mỹ và ông sẽ loại nước này khỏi danh sách tài trợ khủng bố. (vnExpress)
- Người được Evo Morales ưa chuộng đã giành chiến thắng áp đảo trong cuộc bầu cử ở Bolivia, theo kết quả hiện thời. Một sự thỏa mãn muộn màng cho vị cựu tổng thống - và một cơ hội cho đất nước này.  (Spiegel)

## Thứ 4 ngày 21
- Ngày 20-10, Thụy Điển thông báo cấm tập đoàn Huawei và ZTE của Trung Quốc tham gia mạng 5G của nước này, động thái có thể khiến Bắc Kinh trả đũa nhắm vào tập đoàn viễn thông Ericsson của Thụy Điển. (Tuổi Trẻ)
- Liên minh châu Âu (Eu) ngày 20-10 đã khởi động tiến trình pháp lý nhắm vào chương trình "hộ chiếu vàng" gây tranh cãi của Cyprus và Malta, yêu cầu hai quốc gia này phải giải thích rõ đồng thời cảnh báo hậu quả của các chương trình này. (Tuổi Trẻ)
- Vụ sát hại Samuel Paty
  - trong cuộc họp báo hôm nay 21-10, các công tố viên chống khủng bố của Pháp cho biết chính các học sinh trong ngôi trường trung học ở gần Paris đã chỉ điểm cho kẻ sát nhân biết mặt thầy giáo lịch sử để lấy 300 - 350 euro từ tên đó. (Tuổi Trẻ)
  - Tổng thống Mỹ Donald Trump ngày 20-10 cho biết ông đã gọi điện cho Bộ trưởng Tư pháp William Barr để yêu cầu điều tra về Hunter Biden, con trai của ứng cử viên tổng thống Đảng Dân chủ Joe Biden, và yêu cầu công bố thông tin trước ngày bầu cử. (Tuổi Trẻ)

## Thứ 5 ngày 22
- Đại dịch COVID-19
  - Số trường hợp Covid 19 mới ở Đức lại đạt kỷ lục. Viện RKI báo cáo 11.287 ca nhiễm trùng trong vòng một ngày vào thứ Năm. (FAZ)
- Biểu tình tại Thái Lan 2020
  - Trước sức ép của phe biểu tình, Thủ tướng Thái Lan Prayuth Chan-ocha kêu gọi "mỗi bên nhường nhau một bước". Ông tuyên bố sẵn sàng dỡ bỏ lệnh tình trạng khẩn cấp nhưng sẽ không từ chức và tiếp tục bảo vệ hoàng gia. (Tuổi Trẻ)
  - Tại Thái Lan, « tình trạng khẩn cấp tăng cường », cấm mọi cuộc tập hợp chính trị quá bốn người, chấm dứt kể từ hôm nay, 22/10/2020. Thủ tướng Prayut Chan-O-Cha thông báo quyết định này như là một cử chỉ thiện chí nhượng bộ phong trào dân chủ.  (RFI)
- Luật sư của Snowden, xác nhận với Hãng thông tấn TASS ngày 22-10 rằng giấy phép cư trú của Snowden tại Nga đã được cấp vô thời hạn. (Tuổi Trẻ)

## Thứ 6 ngày 23
- Đại dịch COVID-19
  - Trong vòng 24 giờ, nước Pháp ghi nhận thêm 41.622 ca nhiễm mới, theo số liệu cơ quan Y tế Pháp công bố chiều tối hôm qua 22/10/2020. Đây là số ca nhiễm Covid thường nhật cao nhất ở châu Âu từ trước tới nay.  (RFI)
  - Việt Nam trợ giúp nhân đạo Nga lô hàng y tế tổng trọng lượng 8,5 tấn trong bối cảnh ca nhiễm nCoV ở nước này vẫn tăng cao.  (vnExpress)
- Ngày 22/10/2020, các nhà tài trợ quốc tế cam kết đóng góp thêm khoảng 600 triệu đô la để giúp người tị nạn Ronhingya ở Bangladesh nhân một hội nghị quốc tế tại Genève, được tổ chức dưới sự bảo trợ của Liên Hợp Quốc. (RFI)
- Tòa Bảo Hiến Ba Lan, ngày 22/10/2020 ra phán quyết hạn chế gần như toàn bộ việc tự nguyện phá thai ở trong nước. Họ cho rằng việc sử dụng biện pháp này trong trường hợp thai nhi bị dị tật nghiêm trọng, từng là một trong số ba trường hợp duy nhất còn được phép cho đến lúc này, là không hợp hiến. (RFI)
- Ngày 22/10/2020, chính quyền Mỹ ban hành các trừng phạt nhắm vào nhiều tổ chức trong chính quyền Iran, bị cáo buộc « can thiệp » vào cuộc tranh cử đang diễn ra tại Mỹ. (RFI)
- Xung đột Nagorno-Karabakh 2020
  - Tổng thống Nga Vladimir Putin cho biết, tổng số người thiệt mạng trong các cuộc giao chiến giữa Armenia và Azerbaijan ở vùng Thượng Karabakh từ hồi cuối tháng 09/2020 cho đến nay đã lên đến gần 5.000 người.  (RFI)

## Thứ 7 ngày 24
- Tổng thống Putin cho rằng liên minh quân sự Nga - Trung có thể hình thành trong tương lai, khi căng thẳng giữa hai nước với Mỹ gia tăng.  (vnExpress)
- Lũ lụt miền Trung 2020
  - Thủ tướng VN Nguyễn Xuân Phúc yêu cầu thay thế Nghị định 64 gây tranh cãi liên quan đến việc quyên góp tự nguyện để hỗ trợ vùng thiên tai, trong khi lại có bão mới dự kiến ảnh hưởng miền Trung.   (BBC)
- Đại dịch COVID-19
  - Ngày 24/10/2020, nước Mỹ lại phá kỷ lục về số ca dương tính với Covid-19 trong một ngày, với 80.000 ca mới. Tổng thống mãn nhiệm Donald Trump tuyên bố dịch sẽ sớm kết thúc, sau khi nhiều nhà khoa học đưa ra dự báo sẽ có thêm hơn 200 nghìn người Mỹ chết vì Covid trong bốn tháng tới.  (RFI)

## Chủ nhật ngày 25
- Nhân chứng người Việt tại phiên toà xét xử vụ 39 thi thể trong container khai đã trả 17.000 USD để mua gói "VIP" nhập cư lậu vào Anh. (vnExpress)
- Đại dịch COVID-19
  - Hơn 473.000 ca nCoV mới được ghi nhận trên thế giới trong 24 giờ qua, nâng tổng ca nhiễm lên gần 43 triệu, thêm 5.786 ca tử vong, nâng tổng số người chết trong đại dịch lên 1.154.278.  (vnExpress)
  - Với khoảng 20.000 ca nhiễm mới, Ý đã ghi nhận mức cao mới vào thứ Bảy. Để đối phó, tất cả các quán bar, nhà hàng và tiệm kem phải đóng cửa sau 6 giờ chiều. Trong nhà hàng,chỉ có bốn người được phép ngồi cùng một bàn trừ khi họ sống cùng nhau. Tất cả các rạp hát, rạp chiếu phim, phòng tập thể dục và bể bơi cũng phải đóng cửa.  (ARD)
- Ethiopia triệu đại sứ Mỹ để làm rõ việc Trump đề xuất Ai Cập cho nổ đập Đại Phục Hưng mà Ethiopia xây dựng trên sông Nile và cáo buộc ông kích động chiến tranh. (vnExpress)
- Pháp đã trục xuất một gia đình Hồi giáo đến từ Bosnia và Herzegovina vì đánh đập, cạo đầu cô con gái muốn kết hôn với người Cơ đốc giáo. (vnExpress)
- Trước đó, giới chức Pháp đã lên kế hoạch trục xuất 231 công dân nước ngoài cực đoan sau vụ giết hại dã man thầy giáo dạy Lịch sử Samuel Paty ở ngoại ô Paris hôm 16/10.  (ione) Lưu trữ ngày 28 tháng 10 năm 2020 tại Wayback Machine
- Tổng thống Thổ Nhĩ Kỳ cho rằng người đồng cấp Pháp, Macron,  cần đi kiểm tra tâm thần và điều trị vì cách đối xử với người Hồi giáo ở Pháp.  (vnExpress)
- Giữ đúng lời hứa đưa ra hồi tháng Bảy, chính phủ Anh ngày 22/10/2020 thông báo một đạo luật mới cho phép khoảng một triệu người dân Hồng Kông có thể di cư sang Anh Quốc kể từ tháng 1 năm 2021.  (RFI)
- Bulgaria theo chân các nước Balkan Bắc Macedonia và Kosovo ký một thỏa thuận với Hoa Kỳ về an ninh mạng không dây tốc độ cao nhắm mục đích loại trừ các nhà cung cấp phần cứng Trung Quốc.  (VOA)

## Thứ 2 ngày 26
- Đại dịch COVID-19
  - Tình hình dịch Covid-19 tại Pháp càng lúc càng nghiêm trọng: trong 24 giờ qua trên toàn quốc có thêm hơn 52.000 bệnh nhân. 116 bệnh nhân mất trong một ngày, nâng tổng số thiệt hại nhân mạng lên hơn 34.700.(RFI)
  - Thành phố Melbourne sẽ kết thúc đợt phong tỏa dài 112 ngày sau khi lần đầu tiên không ghi nhận ca nhiễm nCoV mới kể từ tháng 7. (vnExpress)
- "Đừng để ý đến hàng hóa được dán nhãn  Pháp, đừng mua chúng", Tổng thống Thổ Nhĩ Kỳ kêu gọi trong một bài phát biểu trên truyền hình. Thủ tướng Đức phản ứng - và ủng hộ Macron. (FAZ)
- Ngày 25/10/2020, chính phủ Pháp đã kêu gọi chính quyền các quốc gia có liên quan ngăn chận những lời kêu gọi tẩy chay hàng Pháp và biểu tình chống Pháp, đồng thời yêu cầu họ bảo đảm an ninh cho các công dân Pháp sống tại các nước này. (RFI)
- Trung Quốc sẽ áp đặt các biện pháp trừng phạt đối với Lockheed Martin, Boeing Defense, Raytheon và các công ty khác của Mỹ có liên quan đến việc Washington bán vũ khí cho Đài Loan.  (VOA)
- Hệ thống chống máy bay không người lái mới của Nga Belladonna đặt ở Armenia đã bắn rớt ít nhất 9 máy bay không người lái Bayraktar của Thổ được dùng cuộc xung đột Nagorno-Karabakh.  (asiatimes)
- Bầu cử tổng thống Hoa Kỳ 2020
  - Báo New Hampshire Union Leader, uy tín nhất bang New Hampshire của Mỹ, và là tiếng nói ủng hộ Đảng Cộng hòa hơn 1 thế kỷ nay, ngày 25-10 lên tiếng ủng hộ ứng cử viên tổng thống Đảng Dân chủ Joe Biden. (Tuổi Trẻ)

## Thứ 3 ngày 27
- Hàng chục nghìn người biểu tình ở thủ đô Dhaka kêu gọi tẩy chay sản phẩm Pháp và đốt ảnh Tổng thống Pháp Emmanuel Macron. (vnExpress)
- Không quân Nga ngày 26/10 bất ngờ tung đòn không kích phiến quân thân Thổ Nhĩ Kỳ ở tây bắc Syria, diệt ít nhất 78 tay súng. (vnExpress)
- Điện Kremlin phản đối phát biểu của ứng viên Dân chủ Biden, trong đó ông cho rằng Nga là mối đe dọa lớn nhất đối với Mỹ. (vnExpress)
- Bộ Ngoại giao Mỹ duyệt bán 100 hệ thống phòng thủ bờ kèm 400 tên lửa Harpoon phóng từ mặt đất trị giá gần 2,4 tỷ USD cho Đài Loan. (vnExpress)
- Ngoại trưởng Đức nói nước này đang theo dõi hành động của Vua Maha Vajiralongkorn, cảnh báo sẽ có hậu quả nếu phát hiện "hành động bất hợp pháp". (vnExpress)
- Vụ tấn công trường học bằng hình thức đánh bom ở Peshawar khiến 7 người thiệt mạng. (BBC News Tiếng Việt)